# Symphonia (Crambidae)
Symphonia is een geslacht van vlinders van de familie van de grasmotten (Crambidae), uit de onderfamilie van de Acentropinae. De wetenschappelijke naam en de beschrijving van dit geslacht werden voor het eerst in 1896 gepubliceerd door George Francis Hampson.

## Soorten
- S. albioculalis Hampson, 1906
- S. leucostictalis Hampson, 1906
- S. marionalis Viette, 1958
- S. multipictalis Hampson, 1896
- S. nymphulalis Marion & Viette, 1956
- S. secunda Strand, 1919